# Prepops insignis
Prepops insignis är en insektsart som först beskrevs av Thomas Say 1832.  Prepops insignis ingår i släktet Prepops och familjen ängsskinnbaggar. Inga underarter finns listade i Catalogue of Life.